# Țiriac Air
Tiriac Air (S.C. Ion Tiriac Air S.R.L.) ist eine vom rumänischen Unternehmer und früheren Weltklasse-Tennisspieler Ion Tiriac im Jahre 1997 gegründete Fluggesellschaft mit Sitz in Otopeni, Rumänien und Basis am Flughafen Bukarest Henri Coandă. Das Unternehmen bietet VIP-Charter, Wartungs- und FBO (Fixed Based Operator)-Dienste an. Die Gesellschaft ist das einzige private rumänische Unternehmen, das ein Geschäftsreiseterminal besitzt. Tiriac Air führt 450–500 Charterflüge pro Jahr durch, wobei die am häufigsten nachgefragten Ziele Moskau, Nizza, Wien, Paris und Mailand sind.

## Flotte

### Aktuelle Flotte
Die Flotte besteht mit Stand 2022 aus drei Flugzeugen und einem Hubschrauber.
| Flugzeugtyp            | aktiv | bestellt | Anmerkungen  | Sitzplätze |
| ---------------------- | ----- | -------- | ------------ | ---------- |
| Bombardier Global 5000 | 1     |          |              | 16         |
| Gulfstream G200        | 1     |          |              | 9          |
| Embraer Phenom 300     | 1     |          |              | 8          |
| AgustaWestland AW139   | 1     |          | Hubschrauber | 15         |
| Gesamt                 | 4     |          |              |            |

### Ehemalige Flugzeugtypen
- Boeing 737-3L9[5]